# انبعاثات هاربة
الانبعاثات الهاربة هي تلك الغازات والأبخرة المنبعثة من الأجهزة المضغوطة جراء تسربها أو إطلاقها في الظروف الاستثنائية، غالبا في سياق أنشطة صناعية.